# Blotted Science
A Blotted Science egy amerikai instrumentális együttes, amely 2005-ben alakult meg a texasi San Antonióban. Progresszív metalt és instrumentális rockot játszanak. Eleinte "Machinations of Dementia" volt a nevük, de a legelső (és eddig egyetlen) nagylemezük már a Blotted Science név alatt jelent meg. 2011-ben piacra dobtak továbbá egy EP-t is. Lemezeiket az "EclecticElectric" kiadó jelenteti meg. Az együttes bejelentette, hogy 2019-ben új anyagon dolgozik.

## Tagok
- Ron Jarzombek (Watchtower, Spastic Ink) - gitár
- Alex Webster (Cannibal Corpse) - basszusgitár
- Hannes Grossman (Obscura, Necrophagist) - dobok

## Diszkográfia
- The Machinations of Dementia (nagylemez, 2007)
- The Animation of Entology EP (2011)